# أولريش لوز
أولريش لوز هو عالم عقيدة سويسري، ولد في 23 فبراير 1938 في مانيدورف في سويسرا.